# Marcos López
Marcos Johan López Lanfranco (* 20. listopadu 1999 Lima) je peruánský profesionální fotbalista, který hraje na pozici levého obránce za nizozemský klub Feyenoord a za peruánský národní tým.

## Klubová kariéra
López zahájil svou kariéru v rodné Limě, působil v akademii místního klubu Universidad de San Martín. V peruánské nejvyšší soutěži debutoval 14. srpna 2016 při výhře 2:0 nad Sport Huancayo. V dresu San Martín nastoupil dohromady do dvou soutěžních utkání.

### Sporting Cristal
V létě 2017 podepsal López smlouvu s jiným peruánským klubem klubem, a to se Sporting Cristal. V klubu debutoval 25. února 2018 a v sezóně 2018 (v Peru se hraje nejvyšší soutěž systémem jaro – podzim) se stal stabilním členem základní sestavy. Nastoupil do 23 utkání, v nichž vstřelil 5 branek a přidal 7 asistencí.

### San Jose Earthquakes
V lednu 2019 López přestoupil do amerického klubu San Jose Earthquakes. V Major League Soccer debutoval 3. března 2019 při prohře 1:2 s kanadským Montrealem. Během své první sezóny v zahraničí se López dokázal prosadit do základní sestavy, odehrál 20 soutěžních utkání.
O své místo v základní sestavě López nepřišel ani po pandemii covidu-19, v roce 2020 nastoupil do 14 utkání a vstřelil 2 góly.
V dresu San Jose nastupoval López pravidelně i v roce 2021, odehrál 21 zápasů, vstřelil 1 branku. Stal se zároveň stabilním členem základní sestavy peruánské reprezentace. S klubem ale nepostoupil do play-off.
Během své poslední sezóně v USA nepřišel o místo v sestavě, pravidelně nastupoval na pozici levého obránce. Dohromady odehrál 19 soutěžních utkání a dal 1 gól.

### Feyenoord
Dne 8. srpna 2022 přestoupil López do Evropy, podepsal čtyřletou smlouvu s nizozemským Feyenoordem. Za klub debutoval 11. srpna 2022 při výhře 3:0 nad Spartou Rotterdam. O čtyři dny později si odbyl svůj debut také v evropských pohárech, objevil se v základní sestavě trenéra Arneho Slota při výhře 6:0 nad rakouským SK Sturm Graz v zápase základní skupiny Evropské ligy. López se nedokázal naplno prosadit do základní sestavy Feyenoordu, na místě levého obránce začal nastupovat odchovanec Quilindschy Hartman. V dresu Feyenoordu nastoupil ve své první sezóně do 28 soutěžních utkání a podílel se na zisku ligové trofeje.
Ani v sezóně 2023/24 se nedokázal López dostat v hierarchii před Hartmana, nastoupil do 15 soutěžních zápasů. 21. dubna vyhrál s Feyenoordem nizozemský pohár.
V létě 2024 se stal novým trenérem Feyenoordu Dán Brian Priske, pod kterým López nastoupil do utkání nizozemského superpoháru proti PSV Eindhoven (výhra po penaltovém rozstřelu) a odehrál také celý zápas prvního kola Eredivisie proti Willem II.

## Reprezentační kariéra
Dne 17. srpna 2018 ho trenér Ricardo Gareca poprvé povolal do peruánské reprezentace. V reprezentačním dresu López debutoval 9. září 2018 v Rhein-Neckar-Areně v přátelském utkání proti Německu.
Na začátku kalendářního roku 2021 se López stal stabilním členem základní sestavy Peru a v létě 2021 byl nominován na závěrečný turnaj Copa América. López odehrál první dvě utkání v základní skupině, poté ze sestavy vypadl. Na hřiště se vrátil až v semifinále, ve kterém Peru nestačilo na Brazílii. O čtyři dny později odehrál také celé utkání o třetí místo proti Kolumbii (prohra 2:3).
López byl jako jasný člen základní sestavy v létě 2024 nominován na další turnaj Copa América. Na turnaji nastoupil do všech tří utkání Peru v základní skupině, ze které však nedokázali Peruánci postoupit.